# Xanthorhoe permissata
Xanthorhoe permissata là một loài bướm đêm trong họ Geometridae.